# Sisè home
Al bàsquetbol, el sisè home és un jugador que no és un dels cinc titulars, però surt molt més sovint que la resta de suplents i sol jugar també als minuts finals dels partits igualats. El sisè home juga molts cops tant o més que la resta de titulars (normalment surt a pista amb la resta de suplents, formant la segona unitat i siguent el sisè home el líder anotador d'aquesta) i sol aconseguir unes estadístiques similars als jugadors titulars. Una característica habitual d'aquesta posició és la polivalència, fet que permet a l'entrenador canviar-lo més sovint.

## Exemples
Un clar exemple fou Kevin McHale, un sisè home dels Boston Celtics dels 80, amb capacitat d'ocupar amb solvència les posicions de pivot i aler pivot.
A Europa també hi ha jugadors que exerceixen aquest rol, l'exemple més clar és Theódoros Papalukàs, un jugador que surt quasi sempre des de la banqueta, tant en el seu club com a la selecció nacional de Grècia. A més, la seva polivalència el permetia ocupar les tres posicions del perímetre: base, escorta i aler.
L'històric entrenador dels Boston Celtics, Red Auerbach ha sigut considerat el creador del sisè home al bàsquetbol. Utilitzava com a base a Frank Ramsey, un dels millors jugadors de l'equip, però que tenia per davant a la rotació a dos futurs Hall of Fame: Bob Cousy i Bill Sharman. Ramsey se sentia més còmode sortint des de la banqueta i Auerbach sempre volia als seus millors jugadors frescos pels moments decisius. Aquest invent fou una de les claus que permeté als Celtics formar una dinastia durant els anys 50 i 60.

## Funció
Una estratègia molt comuna és introduir el sisè home quan l'equip titular contrari està cansat o té problemes de faltes, amb la intenció de revolucionar el partit de la manera que interessi al seu equip. Això permet que el seu equip pugui mantenir el ritme d'anotació, desgastant a l'adversari. Exemples clars d'aquesta tècnica són Toni Kukoc amb els Chicago Bulls dels 90, o ja al segle XXI amb Manu Ginóbili amb els San Antonio Spurs o Jason Terry i J.J. Barea amb els Dallas Mavericks
Aquesta posició, sovint menyspreada pels afeccionats novells a l'NBA, té un pes molt important en aquesta lliga. Aquesta posició és tan important que l'NBA dona anualment un premi al Millor Sisè Home (NBA Sixth Man of the Year Award).

## Altres significats
A vegades també es denomina sisè home al públic, que dona suport a l'equip local, i que pot arribar a ser decisiu en un partit. Per exemple, els New Orleans Hornets van retirar el número 6 en honor dels fans.